# Burlesque (Bax)
Pour les articles homonymes, voir Burlesque (homonymie).
La Burlesque est une œuvre pour piano du compositeur britannique Arnold Bax en 1920.

## Contexte
L'amusante Burlesque a été publiée pour la première fois en 1920 et pourrait bien avoir été écrite la même année. Sans dédicace lors de sa première publication, Arnold Bax l'a dédiée plus tard au pianiste Iso Elinson, qu'il a connu pendant la Seconde Guerre mondiale, lors de sa réédition en 1945. En 1920, il s'agit de sa première œuvre publiée par son éditeur Murdoch and Murdoch. Avec sa succession de phrases inégales et ses changements rapides d'harmonie, elle est certainement une réponse à ce qu'Arnold Bax avait entendu chez les Ballets russes, qu'il avait adoré avant la guerre et qui était revenu à Londres à la fin de l'année 1918.

## Discographie
- Piano Works, Vol. 1, Ashley Wass (piano), Naxos, 8.557439, septembre 2004.